# L'Écureuil qui voyait tout en vert
L'Écureuil qui voyait tout en vert est un programme de courts métrages d'animation iraniens, sorti en 2008.
Il est constitué de trois courts métrages :
- Contes qui tiennent sur une ligne (2009) réalisé par Behzad Farahat
- Pluie d'allégresse (2003) réalisé par Nahid Shamsdoust
- C’est moi qui l’ai trouvé ! (2002) réalisé par Behzad Farahat

## Fiche technique
Sauf indication contraire, les informations mentionnées dans cette section peuvent être confirmées par la base de données cinématographiques Allociné,  présente dans la section « Liens externes ».
- Titre : L'Écureuil qui voyait tout en vert
- Réalisation : Behzad Farahat et Nahid Shamsdoust
- Scénario : Behzad Farahat, Hormoz Nazempour, Mohammad Aminolsharieh et Nasser Farahat
- Musique : Maleh Iradj Panahi et Hamed Sabet
- Montage : Changuiz Sayyad
- Durée : 45 minutes
- Pays de production :  Iran
- Société de distribution : Les Films du Whippet[1] (France)
- Dates de sortie : 
  - France : 25 mars 2009